# Saropogon viduus
Saropogon viduus är en tvåvingeart som först beskrevs av Walker 1849.  Saropogon viduus ingår i släktet Saropogon och familjen rovflugor. Inga underarter finns listade i Catalogue of Life.